# Frankie and Johnny (canción)
"Frankie and Johnny" es una canción tradicional del género country y jazz con reminiscencias de la antigua música de saloon, que cuenta la trágica historia ed una pareja donde la joven Frankie encuentra a su prometido Johnny haciéndole el amor o cortejando a otra mujer por lo que ella le dispara hasta matarlo. La canción ha tenido diversas interpretaciones, siendo una de las más famosas la de Elvis Presley quien grabó la canción para que fuese el tema principal de una de sus películas titulada de manera homónima Frankie and Johnny,  en la cual Elvis representa la trágica escena junto a la actriz Donna Douglas.

## Historia
La canción se inspiró en uno o más asesinatos reales. Uno de ellos tuvo lugar en un edificio de apartamentos ubicado en el  212 de Targee Street en San Luis, Misuri, a las 2:00 de la madrugada del 15 de octubre de 1899. Frankie Baker (1876 – 1952) una mujer de 22 años, le disparó a su amante de 17 años Allen (también conocido como "Albert") Britt en el abdomen. Britt acababa de regresar de un paseo en un salón de baile local, donde él y otra mujer, Nelly Bly habían ganado un concurso de baile. Britt murió cuatro días después en el hospital local debido a las heridas.

## Versión de Elvis Presley
Las sesiones ed grabación se llevaron a cabo en los estudios Radio Recorders de Hollywood, California. Elvis no asistió a la grabación instrumental debido a que no se sintió motivado con la calidad del material que se iba a producir para la película, y decidió registrar su voz sobre la pista musical una vez que esta ya estaba grabada. 
La versión del tema tradicional que registró Elvis había sido arreglado por los músicos A. Gottlieb, Fred Carger y Ben Weisman. La toma para la masterización se obtuvo de la # 6.
La canción además de formar parte del álbum de la banda sonora de la película, también se editó en formato de disco simple con "Please Don't Stop Loving Me" en la cara B, otro tema perteneciente al mismo film. 

### Músicos de la sesión
- Elvis Presley - voz
- Scotty Moore - guitarra
- Tiny Timbell - guitarra
- Charlie McCoy - armónica
- Bob Moore - bajo
- Buddy Harmand - batería
- D. J. Fontana - batería
- Larry Muhoberac - piano
- George Worth, Richard Noel, Gus Bivona, John T. Johnson y Robert Corwin - vientos
- The Jordanaires - coros [4]

## Premios
La canción en su formato sencillo fue premiada por la RIAA con un disco de oro. Por su parte el álbum de la película alcanzó en su momento cifras de ventas que rondaban las 300.000 copias alcanzando luego las ventas suficientes para ser certificado por la RIAA con un disco de platino al haber alcanzado cifras de ventas de más de 1.000.000 de copias. 

### Listas
| Listas (1966)        | Posición alcanzada |
| -------------------- | ------------------ |
| Canadá               | 4                  |
| UK Singles Chart     | 21                 |
| US Billboard Hot 100 | 25                 |

## Otras versiones
Ha habido al menos unas 256 versiones del tema Frankie and Johnny desde principios del siglo XX siendo el primer registro de la misma en 1912 en Londres por el cantante Gene Green. 
Como estándar de jazz, también ha sido grabado por numerosas bandas e instrumentistas, incluidos Louis Armstrong, Sidney Bechet, Count Basie, Bunny Berigan, Dave Brubeck, Duke Ellington, Ray Brown y Benny Goodman. Champion Jack Dupree estableció su versión en Nueva Orleans y la retituló "Rampart and Dumaine". 